# Joie Chitwood
George Rice „Joie” Chitwood (ur. 14 kwietnia 1912 w Denison zm. 3 stycznia 1988 w Tampa) – amerykański kierowca wyścigowy. Wziął udział w Indianapolis 500 w roku 1950, przez co został sklasyfikowany jako kierowca Formuły 1. Startował w zespole Kurtis Kraft.